# 1824
1824 (MDCCCXXIV) je bilo prestopno leto, ki se je po gregorijanskem koledarju začelo na četrtek, po 12 dni počasnejšem julijanskem koledarju pa na torek.

## Rojstva
- 14. januar - Anton Lesar, slovenski prevajalec († 1873)
- 30. januar - Matija Hočevar, slovenski prevajalec in nabožni pisec († 1888)
- 7. februar - sir William Huggins, angleški učenjak, astronom († 1910)
- 12. februar - Svami Dajananda Sarasvati, indijski hindujski reformator († 1883)
- 16. februar - Peter Kozler, slovenski pravnik, gospodarstvenik, geograf, kartograf, politik († 1879)
- 2. marec - Bedřich Smetana, Češki skladatelj († 1884)
- 12. marec - Gustav Robert Kirchhoff, nemški fizik († 1887)
- 6. april - Josipina Hočevar, slovenska podjetnica in mecenka († 1911)
- 26. junij - William Thomson, lord Kelvin, škotski fizik, inženir († 1907)
- 4. september - Anton Bruckner, avstrijski skladatelj († 1896)

## Smrti
- 24. februar - Mihael Barla, madžarsko-slovenski pesnik in pisatelj (* o. 1778)
- 27. februar - Adam Ivanoci, slovenski katoliški duhovnik, dekan okolice Dolnje Lendave v Slovenski okroglini, sodnik županijske table Zalske županije (* 1756)
- 26. maj - Capel Lofft, angleški pisatelj (* 1751)
- 20. julij - Maine de Biran, francoski filozof (* 1766)